# Kościół św. Katarzyny we Frankfurcie nad Menem
Kościół św. Katarzyny (niem. Katharinenkirche) – barokowo-neogotycka świątynia luterańska znajdująca się w niemieckim mieście Frankfurt nad Menem.

## Historia
Pierwotnie w tym miejscu znajdował się klasztor założony przy szpitalu w połowie XIV wieku. Placówkę zlikwidowano w 1526 roku, a dwie znajdujące się w nim kaplice, noszące wezwania śś. Katarzyny i Barbary oraz Świętego Krzyża, od 1533 były w rękach protestantów. W 1542 w budynkach klasztornych utworzono placówkę dla potrzebujących kobiet wyznania luterańskiego. W 1590 roku kaplice połączono w jeden kościół, któremu nadano za patronkę św. Katarzynę. Obecny kościół wzniesiono w latach 1678–1681 wg projektu Melchiora Heßlera, prawdopodobnie z użyciem materiałów budowlanych ze poprzedniej świątyni. Do kościoła uczęszczała rodzina Johanna Wolfganga von Goethego, a w latach 1712–1721 dyrektorem muzycznym świątyni był kompozytor Georg Philipp Telemann. Podczas renowacji z 1778 roku zamalowano fresk sufitowy autorstwa Simona Heußlina. W 1869 świątynię przebudowano od zewnątrz w stylu neogotyckim.
Kościół spłonął wskutek działań wojennych 22 marca 1944. Odbudowa trwała w latach 1950–1954, zrekonstruowano zewnętrzny wygląd świątyni, a wnętrze zmodernizowano.

## Architektura i wyposażenie
Kościół barokowo-neogotycki, salowy. Wzniesiono go z tłucznia, detale wykonano z charakterystycznego dla Frankfurtu czerwonego piaskowca. Ma długość 49 metrów. Do północnej elewacji dostawiona jest wysoka na 54 metry wieża, wzniesiona na planie kwadratu o boku 9 metrów. Świątynia przykryta jest drewnianym stropem imitującym sklepienie żebrowe.
Świątynię zdobi 17 witraży autorstwa Charlesa Crodela. We wnętrzu ustawiona jest kamienna figura św. Katarzyny z początku XVI wieku. Pierwsze powojenne organy wykonano w 1954 roku w przedsiębiorstwie Walcker Orgelbau w Ludwigsburgu. Na ich miejscu w 1990 zainstalowano nowy instrument pochodzący z austriackiego warsztatu Rieger Orgelbau w Schwarzach. Na wieży kościoła zawieszone są cztery dzwony.

## Galeria

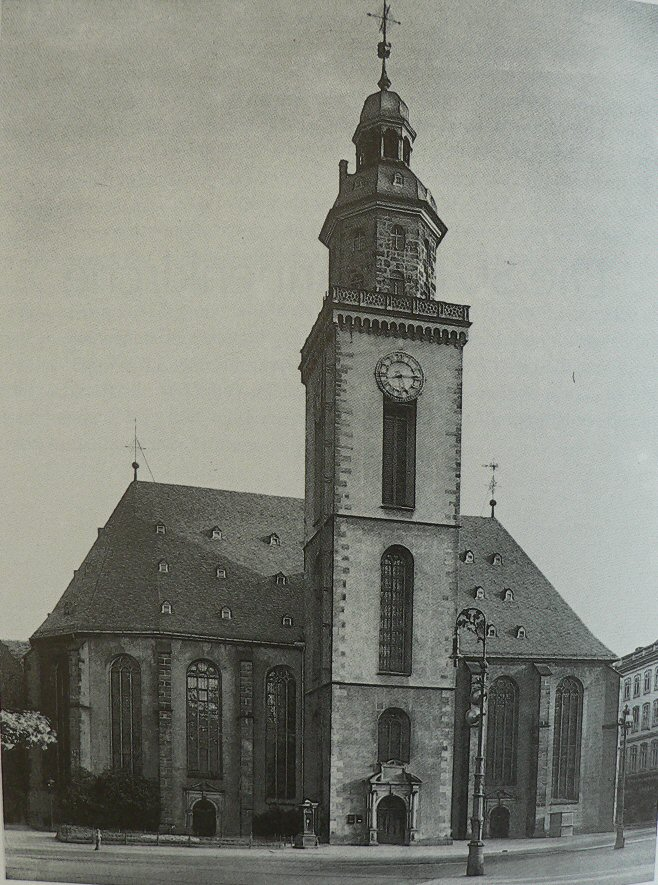
Widok w 1900 roku
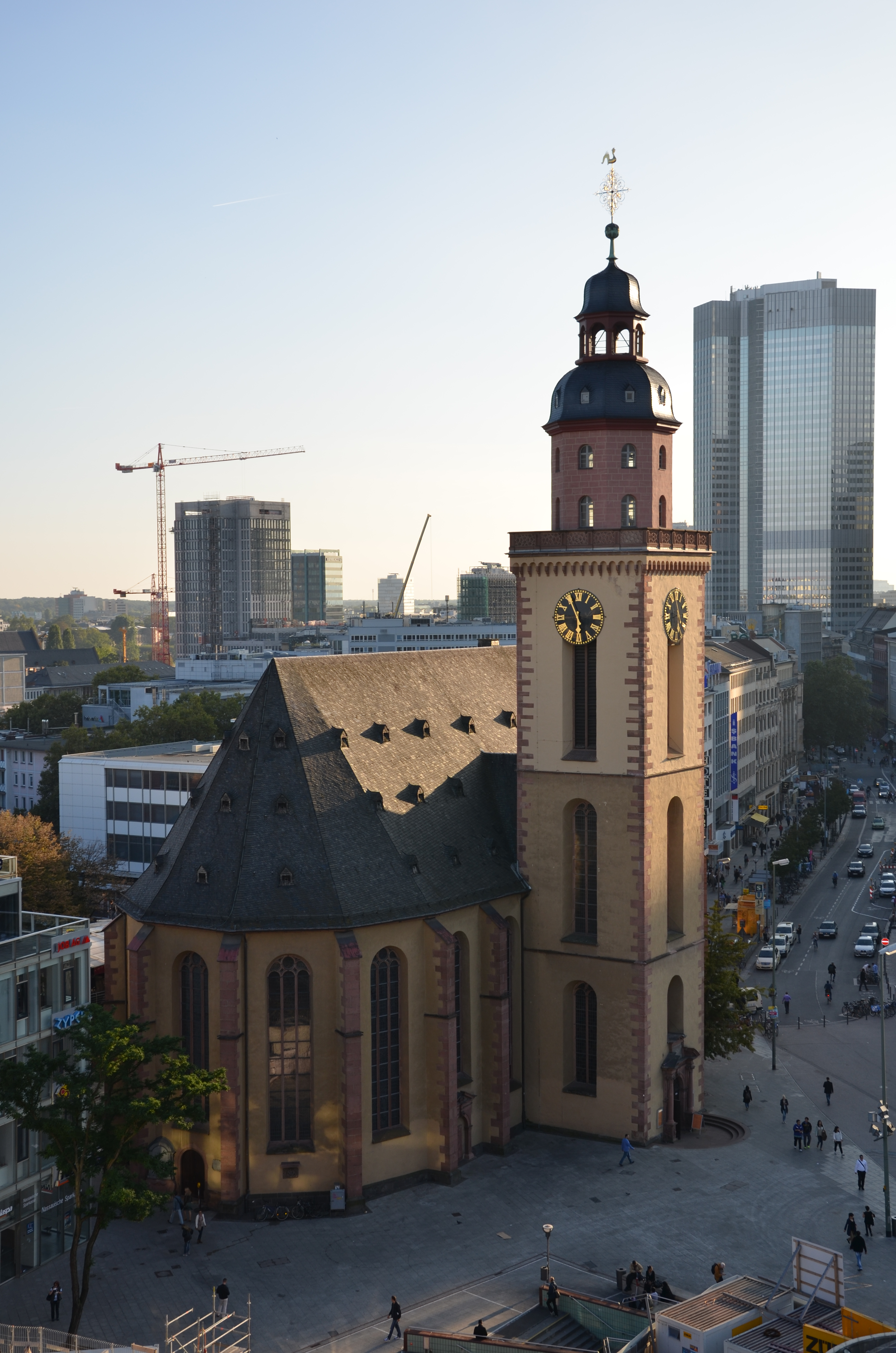
Widok z północnego wschodu
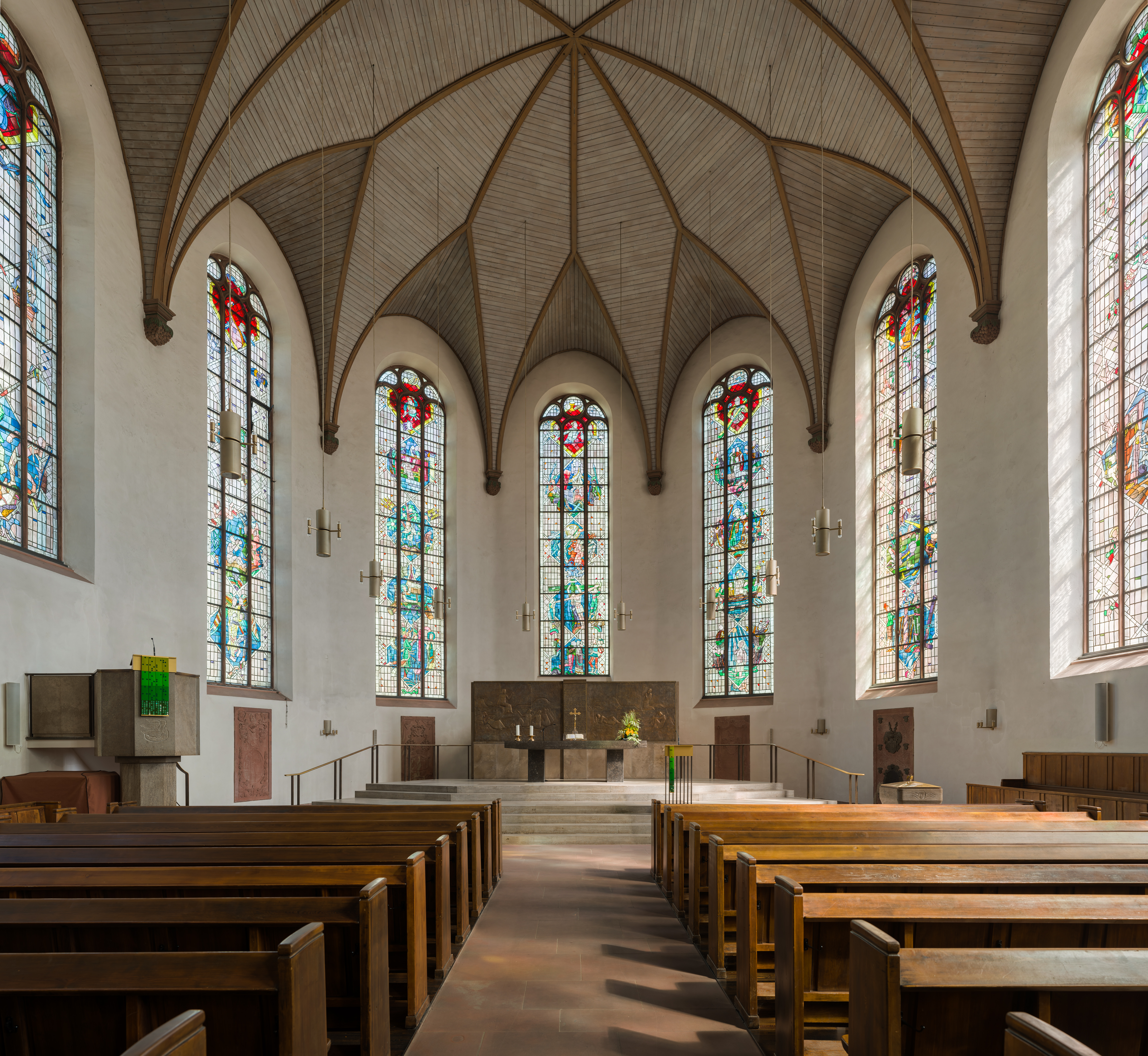
Wnętrze
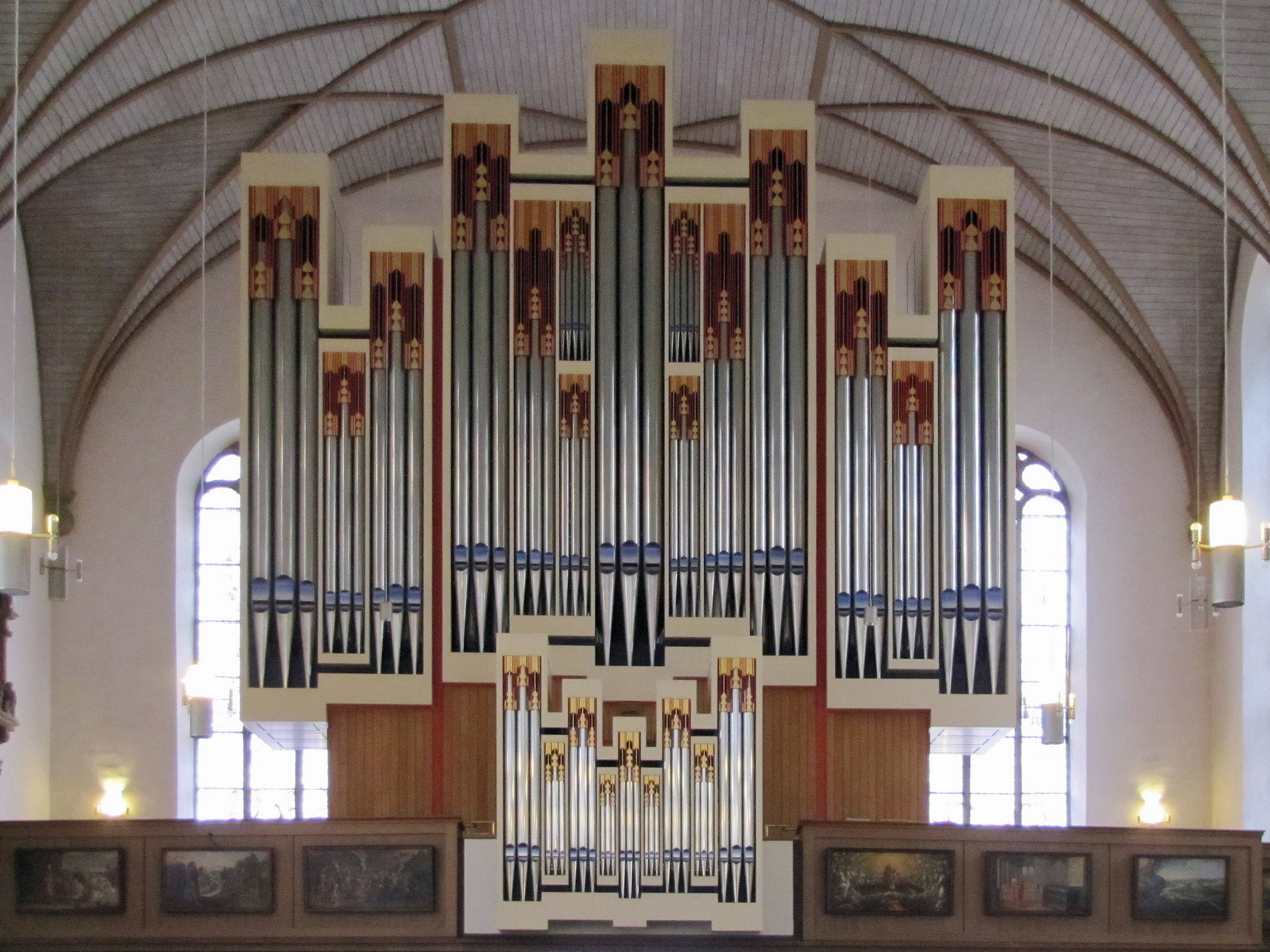
Organy